# Wesenitz
Wesenitz (hornolužickosrbsky Wjazońca) je řeka v Sasku, pravý přítok Labe. Její délka činí 83 km.

## Název
Řeka je poprvé písemně zmíněna roku 1241 v Hornolužické hraniční listině jako Wazowniza. Název je původně lužickosrbský a je odvozený od slova wjaz, což je označení pro jilm. Význam pojmenování je Jilmový potok. Německý název vychází z lužickosrbského. Wjazońca je rovněž hornolužickosrbské pojmenování obce Neukirch/Lausitz.

## Průběh toku
Řeka Wesenitz pramení ve staré štole na jihovýchodním svahu vrchu Valtenberg (586 m) v nadmořské výšce 515 m. Wesenitz teče po svazích Valtenbergu jižním směrem a při úpatí se stáčí na východ. Poté, co opouští lesní oblast Hohwald, se postupně stáčí severním směrem a protéká nadále západním směrem obydlenou oblastí obcí Steinigtwolmsdorf, Neukirch/Lausitz a Schmölln-Putzkau. Poté opouští Šluknovskou pahorkatinu a vtéká do Západolužické pahorkatiny a vrchoviny. V obou geomorfologických jednotkách tvoří geologické podloží granitoidy, zejména lužický a dvojslídý granodiorit. Tok se dále stáčí severním směrem do Bischofswerdy a poté jihozápadním a posléze jižním směrem do Großharthau a Stolpenu, západně do Dürrröhrsdorfu-Dittersbachu, jižně do Lohmenu a konečně jihozápadně do Pirny. V dolním toku vtéká do okrajové části Děčínské vrchoviny a poté do Labské pánve. V Pratzschwitz, místní části Pirny, ústí zprava do Labe.